# Ichneutica paracausta
Ichneutica paracausta là một loài bướm đêm trong họ Noctuidae.